# Emmanuel Felsina

a Compétitions nationales et continentales officielles uniquement.

Dernière mise à jour le 12 décembre 2020.
Emmanuel Felsina, né le 22 février 1985 à Créteil, est un joueur français de rugby à XV qui évolue au poste de pilier.

## Biographie
Guadeloupéen d'origine, Emmanuel Felsina commence le rugby au RSC Champigny-sur-Marne avant de déménager à Choisy-le-Roi puis rejoint le Paris université club. Il fait partie de la promotion Robert Paparemborde du pôle espoir de Linas-Marcoussis de 2003 et il connaît des sélections en équipe de France des moins 17, moins de 18 et moins de 19 ans. Puis, il décide d'arrêter le rugby et de ne pas poursuivre vers une carrière professionnelle, préférant se consacrer à sa vie de famille. Mais en 2009, Morgan Champagne, l'entraîneur du RC Massy lui propose de rejoindre le club essonnien. Felsina accepte et y reste deux saisons à jouer en Fédérale 1. Puis en 2011, il signe avec le Pays d'Aix Rugby Club pour jouer en Pro D2. Au mois de mai 2013, il officialise sa signature au Rugby club toulonnais pour 2 saisons. En 2014, il s'engage au Lyon olympique universitaire qu'il quitte la saison suivante pour le Stade français.